# Castle Combe
Castle Combe là một làng nhỏ có từ thời Trung cổ thuộc hạt Wiltshire, phía tây nam nước Anh với số dân khoảng 350 người. Đứng thứ trong tổng số 30 làng tốt nhất, nổi tiếng với vẻ đẹp của những ngôi nhà cổ kính, duyên dáng xây bằng đá, lợp ngói đá có từ thời trung cổ. Làng có khách sạn Manor House được xây dựng vào thế kỷ 14, với 48 phòng và khu vườn có diện tích 365 mẫu Anh (1,5 km²).

## Hình ảnh

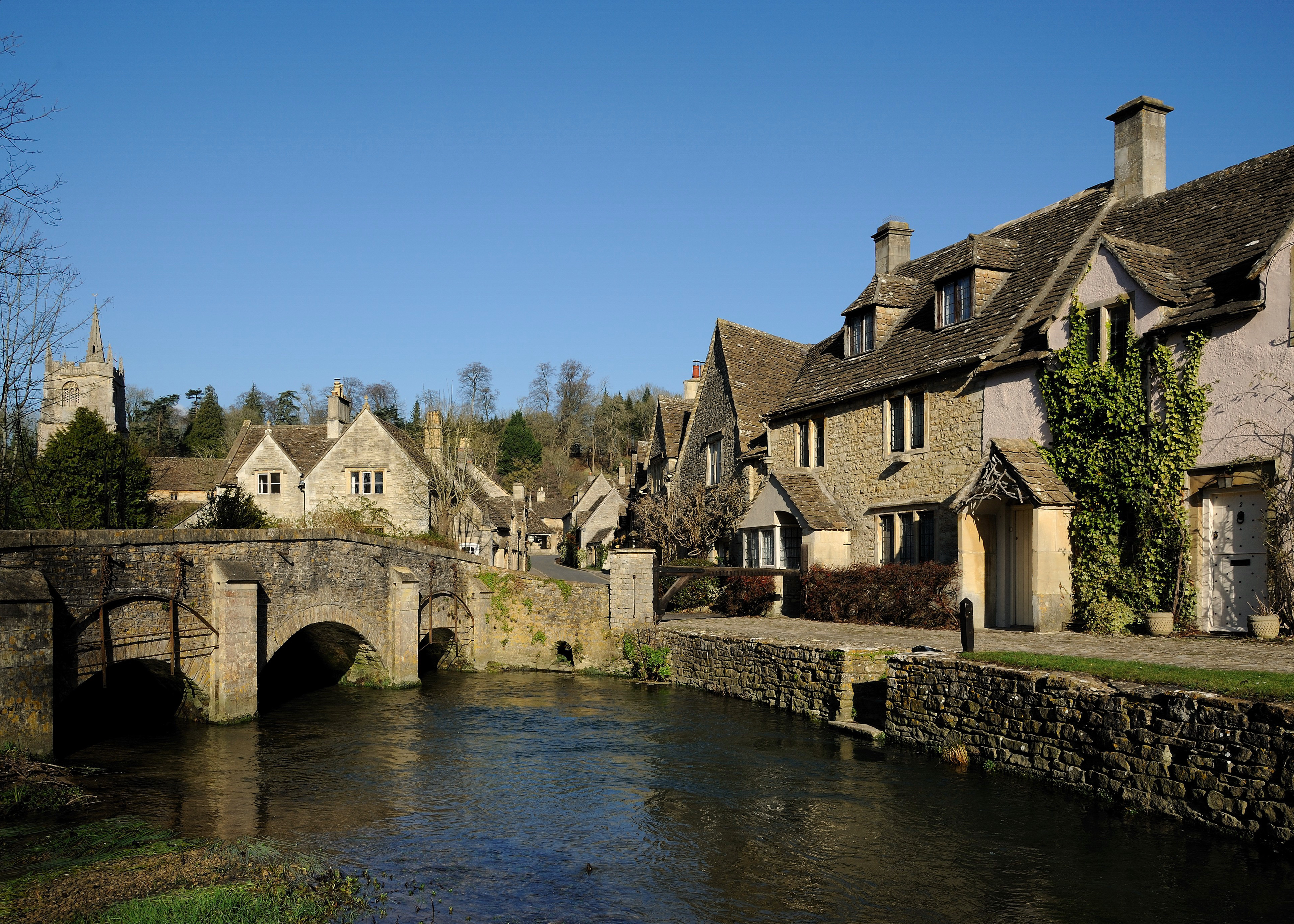
Đường phố chính và sông Bybrook
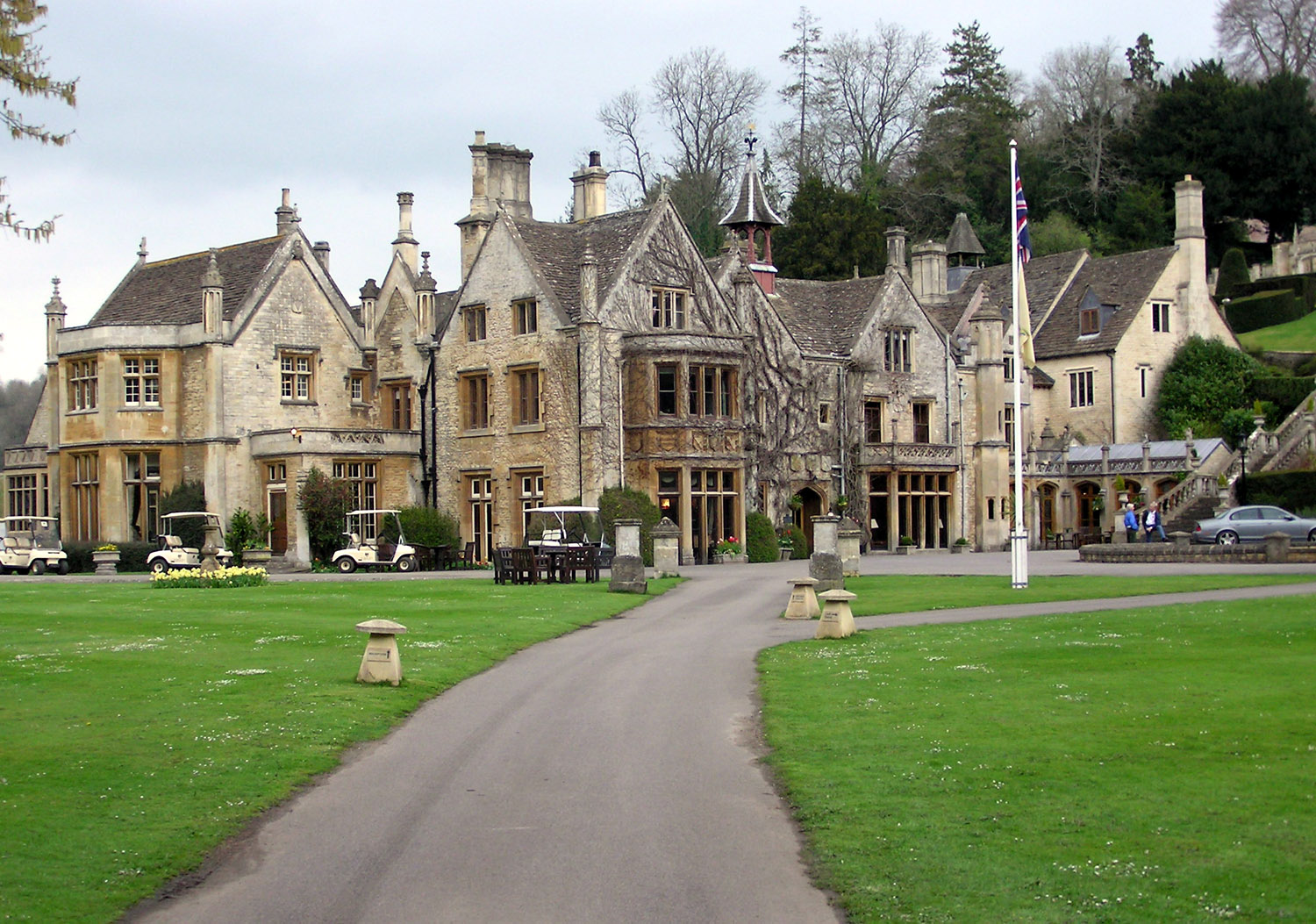
Khách sạn Manor House
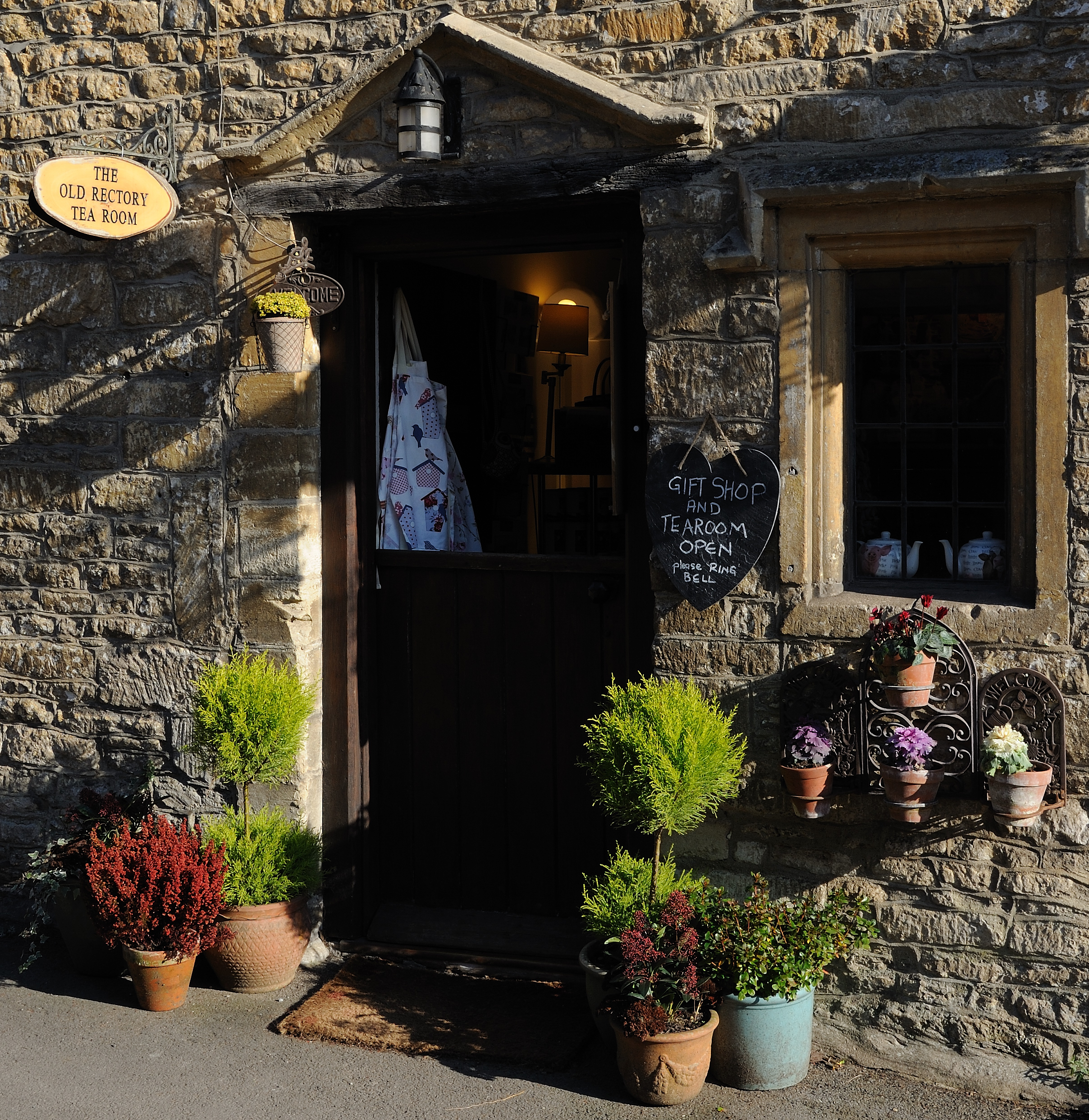
Phòng trà Old Rectory
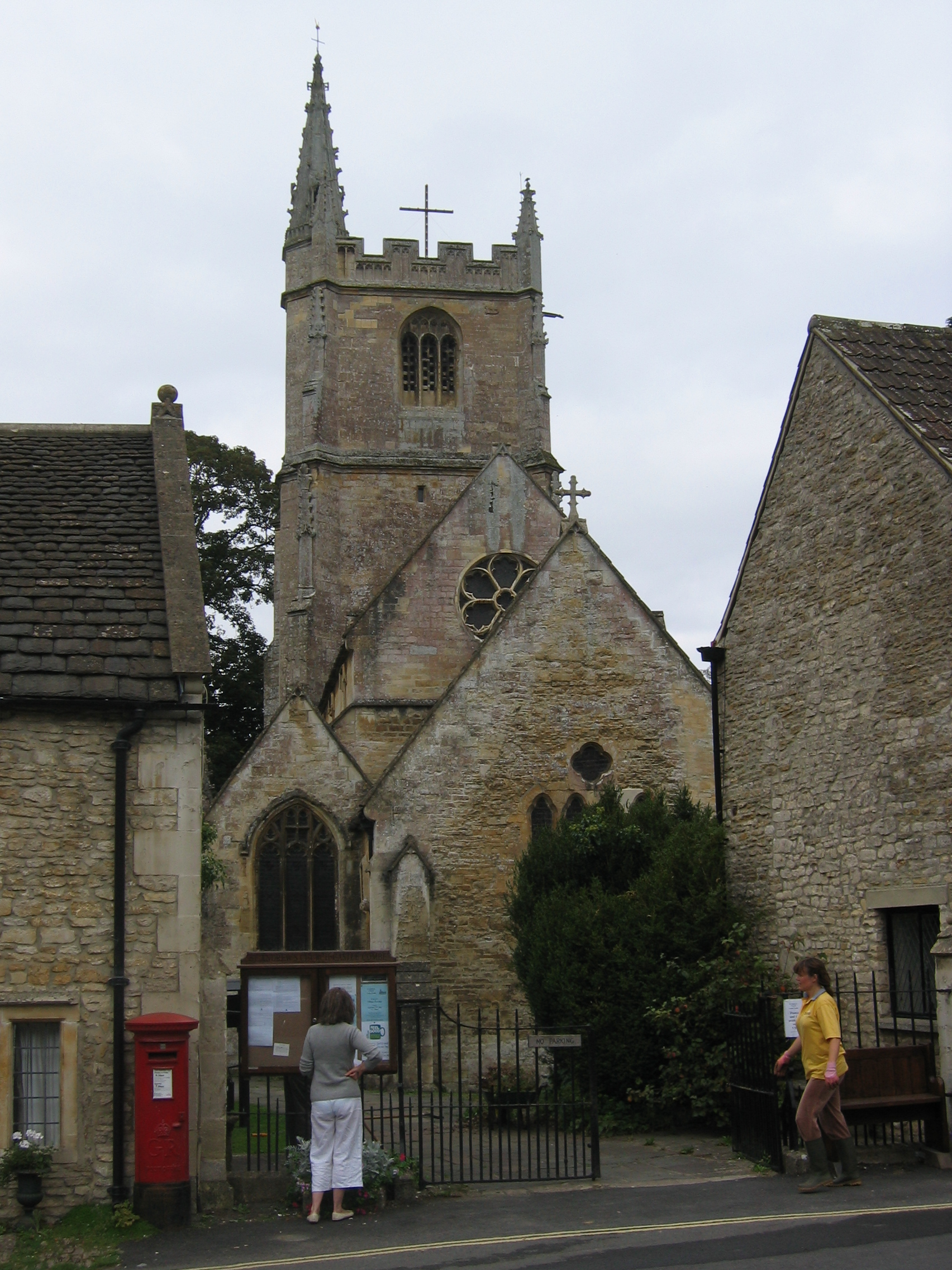
Nhà thờ St Andrews